# Barragán (tejido)
El barragán es un tejido, una especie de camelote de grano más grueso que el camelote común. Es una estofa no cruzada que se trabaja en el telar de dos cárcolas, como la tela: la trama es un hilo sencillo, retorcido y fino hilado; la urdimbre, de lana y de cáñamo, es doble o triple. El barragán no se batana, se hace simplemente hervir muchas veces en el agua clara y en seguida, se pasa por la calandria con cuidado. El barragán se fabrica con lana blanca y se tiñe después o se trabaja con lana teñida ya. 